# سیارک ۲۰۳۳۶
سیارک ۲۰۳۳۶ (به انگلیسی: 20336 Gretamills، نامگذاری:1998HY61) بیست هزار و سیصد و سی و ششمین سیارک کشف شده‌است که در ۲۱ آوریل ۱۹۹۸ کشف شد.
قدر مطلق سیارک برابر ۱۲.۹ است.